# Leioproctus chalybeatus
Leioproctus chalybeatus är en biart som först beskrevs av Wilhelm Ferdinand Erichson 1841.  Leioproctus chalybeatus ingår i släktet Leioproctus och familjen korttungebin. Inga underarter finns listade i Catalogue of Life.

## Bildgalleri

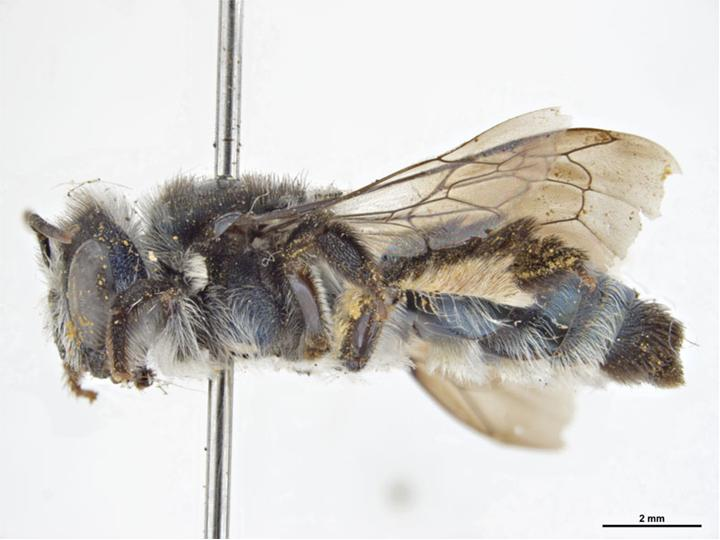